# 昌黎駅
昌黎駅（しょうれいえき）は中華人民共和国河北省秦皇島市昌黎県にある、中国鉄路総公司（CR）京哈線の駅。北京鉄路局所属の2等駅に設定されている。
旅客営業と貨物（危険物は除く）両方を扱う駅である。

## 駅構造
島式ホーム2面4線と単式ホーム1面1線の、合計2面5線を有する地上駅である。

## 駅周辺
- 文峰時尚購物中心
- 昌黎鎮第四完全小学
- 匯文街郵政支局
- 昌黎商厦

## 歴史
- 1892年 - 開業。

## 隣の駅
中国鉄路総公司
京哈線
後封台駅 - 昌黎駅 - 張家荘駅